# رودی فر
رودی فر (انگلیسی: Rudi Fehr؛ ۶ ژوئیهٔ ۱۹۱۱ – ۱۶ آوریل ۱۹۹۹) یک تدوین‌گر، و کارگردان اهل آلمان بود. وی بین سال‌های ۱۹۳۱ تا ۱۹۸۵ میلادی فعالیت می‌کرد.
وی تدوین‌گر فیلم‌هایی همچون اعتراف میکنم، ام را به نشانه مرگ بگیر، تسخیرشده و زندگی ربوده‌شده می‌باشد.